# Agnes de Selincourt
Pour les articles homonymes, voir Sélincourt.
Agnes de Selincourt née le 4 septembre 1872 à Streatham, un quartier de Londres et morte le 31 août 1917 à Whitby, est une missionnaire et principale de collège britannique. Elle dirige le collège pour femmes Lady Muir Memorial à Allahabad, en Inde, puis Westfield College, à Londres, de 1913 jusqu'à sa mort en 1917.

## Biographie
Elle naît le 4 septembre 1872 à Streatham, un quartier de Londres, sœur aînée d'Ernest de Sélincourt, universitaire et vice-principal de l'université de Birmingham, fille de Charles Alexandre de Sélincourt, négociant d'origine française, et de Theodora Bruce Bendall. Elle fait ses études secondaires dans une école privée de Douvres, puis à Notting Hill High School. Elle poursuit ses études à Girton College, à Cambridge, de 1891 à 1894. En 1894, elle obtient une mention très bien aux tripos, à une époque où l'université ne délivre pas de diplômes académiques aux étudiantes. Elle enseigne à l'école secondaire de Sheffield puis, en 1895-1896, elle suit des cours de langues orientales à Somerville College,, dans la perspective de travailler à Bombay, dans le cadre de la création d'un centre destiné aux missionnaires ou enseignantes qui travaillent en Inde. En 1901, elle est obligée de rentrer en Angleterre, pour des raisons de santé, puis elle retourne en Inde, après une année.
En janvier 1903, elle est nommée première principale du Lady Muir Memorial College à Allahabad, créé par les missions zenana et la société médicale missionnaire pour la formation des jeunes femmes chrétiennes indiennes. Pour des raisons de santé, elle doit rentrer en Angleterre en 1909. 
En 1913, elle est nommée principale de Westfield College, où elle succède à Constance Maynard. Désireuse de développer le collège et de lui assurer une base financière solide, elle crée le premier prospectus illustré de présentation de l'établissement. Elle fait venir des personnalités pour des conférences publiques, notamment William Inge, doyen de la cathédrale Saint-Paul, et établit une journée annuelle de l'école. Elle participe aux groupes de discussion organisés pour les étudiantes, et y prend régulièrement la parole, et elle crée une société littéraire, qu'elle anime. Elle fait intervenir des théologiens professionnels dans les cours de religion, notamment William Temple, qui devient ensuite membre du conseil d'administration du collège en 1914, et président en 1916. Elle est responsable du collège durant la Première Guerre mondiale et développe un point de vue pacifiste, notamment en exprimant des doutes sur la légitimité de cette guerre. Elle met en œuvre l'expansion du collège et l'achat de nouveaux bâtiments à proximité. Elle doit faire face à l'impossibilité pour Westfield d'obtenir des aides publiques, du fait de son identité anglicane, et incite le conseil d'administration à procéder à des modifications afin d'élargir la base de financements nécessaires à la croissance du collège,,. 
Elle meurt prématurément à 44 ans, le 31 août 1917, des suites d'une chute de bicyclette près de sa maison du Yorshire, à Robin Hood's Bay. Elle est inhumée au cimetière de Brompton.

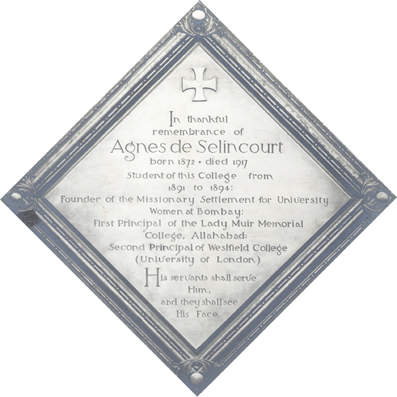
Plaque commémorative, chapelle de Girton College, Cambridge

## Hommages
Le collège acquiert un bâtiment situé au 13, Kidderpore Avenue en 1917 et le nomme Selincourt Hall après sa mort. Une bourse d'études en mathématiques porte son nom. Une plaque commémorative est apposée dans la chapelle de Girton College, à Cambridge.